# Sergiu Burcă
Sergiu Burcă (n. 8 iulie 1961, comuna Ciutulești, raionul Florești) este un jurnalist și politician din Republica Moldova. Este licențiat în litere al Universității de Stat din Moldova (1984). A activat în calitate de corespondent al Redacției pentru Tineret la Radio Moldova, apoi, între 1986 și 1990, a fost colaborator științific superior la Muzeul de Literatură "Dimitrie Cantemir" din Chișinău.

## Biografie
Se implică activ în mișcarea de eliberare națională din Basarabia chiar din anul 1988, numărându-se printre membrii grupului de inițiativă pentru crearea Mișcării Democratice din Republica Moldova (ulterior Frontul Popular din Moldova). În perioada 1990-1994 a fost redactor-șef adjunct al ziarului „Țara”, iar între anii 1994 și 1999 a fost președintele executiv al Partidului Popular Creștin Democrat.
Între anii 1998 și 2001 a fost deputat în Parlamentul Republicii Moldova și șef al Delegației Parlamentare a Republicii Moldova la Adunarea Parlamentară a NATO. Din 1999 până în 2005 a deținut și funcția de vicepreședinte al PPCD.
În mai 2005 a fost exclus din PPCD din cauza poziției sale critice față de decizia fracțiunii parlamentare a acestui partid de a vota pentru Vladimir Voronin în calitate de Președinte al Republicii Moldova. În noiembrie 2006 a aderat la Partidul Social-Liberal (PSL), fiind în scurt timp ales vicepreședinte al organizației municipale Chișinău a PSL. S-a retras din partid în urma deciziei de fuziune a PSL cu Partidul Democrat din Moldova, adoptată de Congresul Extraordinar al PSL din 10 februarie 2008.